# Khanabad
Khanabad is een stad van de provincie Kunduz, waarvan Kunduz in het noorden van Afghanistan de hoofdstad is. De bevolking werd in 2006 geschat op 33.700 inwoners.